# Carex scirpoidea
Carex scirpoidea là một loài thực vật có hoa trong họ Cói. Loài này được Michx. mô tả khoa học đầu tiên năm 1803.

## Hình ảnh

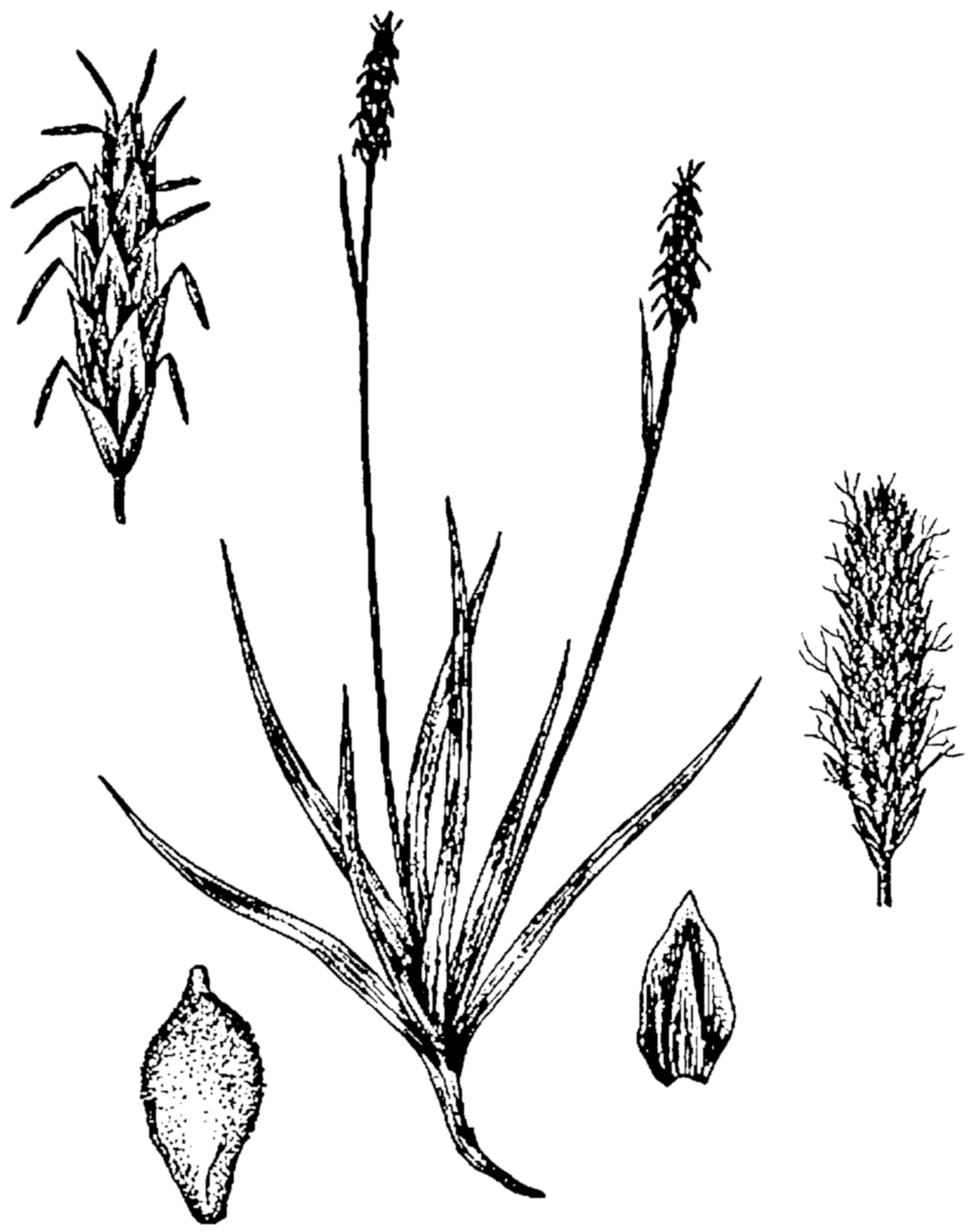
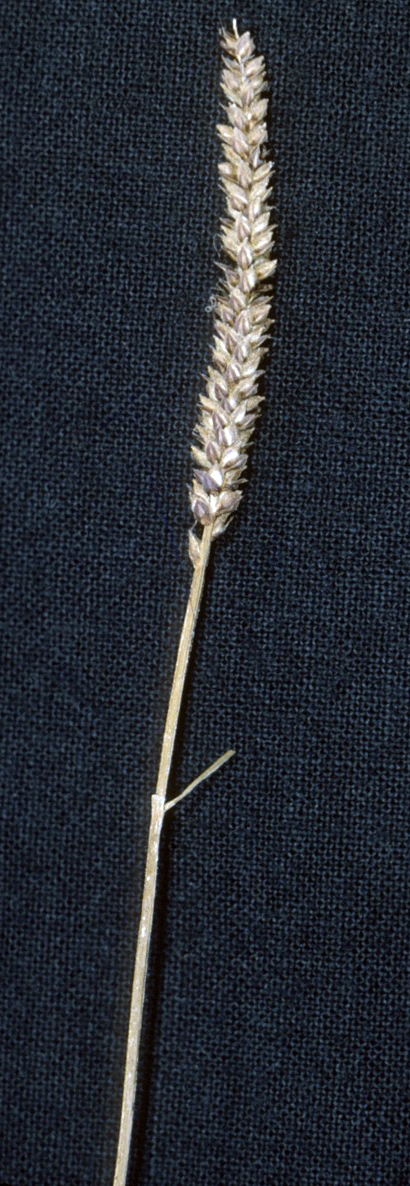